# Yaichirō Okada
Pour les articles homonymes, voir Okada.
Yaichirō Okada (岡田弥一郎) est un zoologiste japonais, né le 24 juin 1892 à Kaga et mort le 28 avril 1976 à Yokosuka.
Il étudie à l’Institut impérial des pêches avant de compléter sa formation en Europe et en Amérique. Il s’intéresse à de nombreux organismes et fait paraître près de 400 publications. Okada se spécialise sur les questions de répartition des espèces et est le premier président de la Société biogéographique du Japon en 1928. Il étudie d’abord les reptiles et les amphibiens avant de s’orienter vers les poissons.

## Source
- Kraig Adler (1989). Contributions to the History of Herpetology, Society for the study of amphibians and reptiles : 202 p.  (ISBN 0-916984-19-2)
- Notices d'autorité :   - VIAF
  - ISNI
  - BnF (données)
  - IdRef
  - LCCN
  - GND
  - Japon
  - CiNii
  - Pays-Bas
  - NUKAT
  - Norvège
  - WorldCat